# أبو عبد الله بن الجلاء
أحمد بن يحيى الجلاء (المتوفى 306 هـ) من علماء بلاد الشام وأئمة القوم، وأحد كبار شيوخ الصوفية. أصله من بغداد، وأقام بالرملة ودمشق. وصفه أبو عبد الرحمن السلمي بأنه «كان من جلة مشايخ الشام، وكان عالماً ورعاً». وقال عنه إسماعيل بن نجيد: «كان يقال: إن في الدنيا ثلاثة من أئمة الصوفية لا رابع لهم: الجنيد ببغداد، وأبو عثمان بنيسابور، وأبو عبد الله بن الجلاء بالشام». وقال عنه أبو قاسم القشيري بأنه «من أكابر مشايخ الشام».
صحب أباه، يحيى الجلاء، وأبا تراب النخشبي، وذا النون المصري، وأبا عبيد البسري، وكان أستاذ محمد بن داود الدقي.

## من أقواله
- من استوى عنده المدح والذم فهو زاهد، ومن حافظ على الفرائض في أول مواقيتها فهو عابد، ومن رأى الأفعال كلها من الله فهو موحّد لا يرى إلا واحداً.[2][3]
- اهتمامك بالرزق يزيلك عن الحق، ويفقرك إلى الخلق.[1]
- من علت همته على الأكوان، وصل إلى مكونها؛ ومن وقف بهمته على شيء سوى الحق، فاته الحق، لأنه أعز من أن يرضى معه بشريك.[1]
- سمت همم العارفين إلى مولاهم، فلم تعكف على شيء سواه، وسمت همم المريدين إلى طلب الطريق إليه، فأفنوا نفوسهم في الطلب.[4]

## وفاته
توفي بدمشق سنة 306 هـ، ولما مات نظروا إليه، وهو يضحك فقال الطبيب: إنه حي. ثم نظر إلى مجسّته فقال: إنه ميت. ثم كشف عن وجهه، فقال: لا أدري أهو ميت أم حي!! وكان في داخل جلده عِرق على شكل لفظ «لله». وهذا المعنى ذكره القشيري في أحمد. وأما ابن الجوزي فذكره في حق والده.